# Frankie Laine
Frankie Laine, nome artístico de Francesco Paolo LoVecchio (Chicago, 30 de março de 1913 — San Diego, 6 de fevereiro de 2007) foi um dos mais populares cantores norte-americanos do século XX. Frequentemente chamado de "Cantor Americano número um". Tem como outros cognomes Mr. Rhythm, Old Leather Lungs, e Old Man Jazz.

## Estilo
Sendo um cantor pop com voz de clarim e montes de estilo, capaz de encher salões sem microfone e um dos maiores fazedores de sucessos dos finais da década de 1940 e início da década de 1950, Laine tinha um catálogo de mais de 70 gravações, 21 discos de ouro, e 250 milhões de cópias vendidas em todo o mundo.  Originalmente era um cantor de rhythm and blues influenciado pelo jazz. Laine excedeu com virtuosismo qualquer estilo de música, expandindo eventualmente  de igual modo vários géneros de música popular padronizados , Gospel, Folk, Country, western/Americana, rock'n'roll, e uma ou outra inovação esporádica. Também era conhecido como Mr Rhythm pelo excitante estilo que imprimia ao jazz.
Laine era o primeiro e o maior de uma geração de cantores com influências negras, que ganhou proeminência depois da Segunda Guerra Mundial. Este estilo novo, cru e carregado de emoções parecia o sinal do fim  do anterior estilo de cantar. E era de facto o anúncio do rock'n'roll que estava a chegar. Como historiador da música, Jonny Whiteside escreveu:
"Nos clubes de Hollywood, uma nova geração de cantores brancos com influências negras faz um vergonhoso atropelo de novos sons... Mais importante que todos eles, era Frankie Laine, um grande rapaz branco com 'amígdalas de aço' que cinge tochas azuis enquanto dança pesadamente com a sua altura de doze pés  em articulações como "Billy Berg", "Club Hangover" e o "Bandbox". ... O estilo vocal de Laine não fica a dever nada a Crosby, Sinatra ou Dick Haymes. Ao contrário ele passou à frente de Billy Eckstine, Joe Turner ou Jimmy Rushing, e com isso Laine espalhou as sementes de uma nova percepção e as audiências and audience cresceram. ... Frank Sinatra representou, talvez, o maior florescimento da tradição de cantar de um quarto de século, mas repentinamente tornou-se anacrónico. Primeiro Frankie Laine, depois Tony Bennett, e agora Johnnie (Ray), dublando 'the Belters' e 'the Exciters,' vieram juntamente com uma insolente vibração e uma vulgar batida, transformar a velha rotina que Frank meticulosamente aperfeiçoara , parecer quase inválida."
Nas palavras do crítico de jazz, Richard Grudens:
"O estilo de Frank foi muito inovador, o que fez com que ele, a início, tivesse alguma dificuldade em ser aceite. Ele preferia torcer as notas e cantar sobre combinações de sons do que cantar a nota directamente, e ele enfatizou cada compasso rítmico, o que era diferente dos suaves cantores de balada da época."
A sua gravação de 1946 de "That's My Desire" ficou como um marco assinalando o fim do duplo domínio das grandes bandas e do estilo de cantar favorecido pelos contemporâneos, Dick Haymes e Frank Sinatra. Frequentemente apelidado como o primeiro cantor de soul de olhos azuis, o estilo de Laine deixou claro o caminho para muitos artistas  que apareceram nos finais da década de 1940 e início da década de 1950, incluindo Kay Starr, Tony Bennett, Johnnie Ray e Elvis Presley (que inicialmente era descrito pelos críticos como "um cruzamento entre Johnnie Ray e Frankie Laine).
"Eu penso que Frank provavelmente era um dos precursores dos .... blues, e do .... rock'n'roll]]. Bastantes cantores cantavam com um comportamento apaixonado—Frank foi e é definitivamente um deles. Eu costumo sempre imitá-lo com 'That's...my...desire.' Mais tarde Johnnie Ray juntou-se a esse modo de fazer todo esse tipo de movimentos, mas Frank já o havia feito." -- Patti Page
Ao longo da década de 1950, Laine gozou de uma segunda carreira cantando as canções dos créditos iniciais de filmes de Hollywood e de programas de televisão, incluindo: "Gunfight at the OK Corral", "3:10 To Yuma", "Bullwhip" e "Rawhide". A sua execução da canção título do filme de Mel Brooks, "Blazing Saddles" (1974) ganhou uma nomeação para o Óscar de melhor canção, e na televisão, Laine apresentou "Rawhide" para a série do mesmo nome, e que se tornou um tema popular.
"Não se pode categorizá-lo. É um daqueles cantores que não estão num só trilho. E ainda penso que as suas gravações tiveram mais excitação e vida dentro delas. E penso que era pela sua grande  venda, que ele era tão cheio de energia. Você sabe, quando se ouviam as suas gravações isso era dinamite." – Herb Jeffries

## Primeiros anos
Era o filho mais velho de Giovanni Lo Vecchio e Crescenza Salerno. Os seus pais haviam emigrado de Monreale, Sicília para Chicago onde o seu pai trabalhou como barbeiro particular para o gangster Al Capone.
Teve o primeiro gosto como cantor no coro da igreja da Imaculada Conceição. A seguir frequentou a "Lane Technical High School", onde treinou o desenvolvimento do poder dos seus pulmões e do controle respiratório jogando basketball.  Ele compreendeu que queria ser cantor quando faltou à escola para ver o filme da palestra de Al Jolson, "The Singing Fool".  Aos dezassete cantou perante uma multidão de cinco mil pessoas no "The Merry Garden Ballroom" com um aplauso de tal forma entusiástico que ele acabou por executar cinco encores na sua primeira noite. Mas o sucesso como cantor estava a outros 17 anos de distância.
Algumas das outras influências iniciais durante este período foram Enrico Caruso, Carlo Buti, e, especialmente, Bessie Smith. -- um disco de quem ele, de certa forma, tirou da coleção dos seus pais.
Ainda posso fechar os olhos e visualizar essa etiqueta azul e vermelha.  Era uma gravação de 'The Bleeding Hearted Blues',  de Bessie Smith  com 'Midnight Blues' no outro lado.  A primeira vez que pus a agulha no disco senti calafrios e uma excitação indescritível. era a minha primeira exposição ao jazz e aos  blues, embora eu não tivesse uma ideia, na época, de como se chamavam esses sons mágicos. Só sabia que tinha que ouvir mais daquilo! -- Frankie Laine
Imediatamente depois de terminar os estudos no liceu, Laine assinou como membro da "The Merry Garden Company", e viajou com eles, fazendo maratonas de dança durante a Grande Depressão (estabeleceu o record do mundo em 3 501 horas, com Ruthie Smith no "Million Dollar Pier" deAtlantic City em 1932).  Ainda se assinava como Frank LoVecchio, ele entretinha os espectadores durante a pausa de 50 minutos que era dada aos dançarinos a cada hora. Durante os dias da maratona, ele trabalhou com vários "entertainers" incluindo Rose Marie, Red Skelton e Anita O'Day, de catorze anos de idade, para quem ele serviu de mentor (conforme foi dito por Laine em entrevista a David Miller, em 1998).
Outros artistas que começaram a influenciar Laine nesta época foram Bing Crosby, Louis Armstrong (mais o seu toque de trompete, que os seus vocais), Billie Holiday, Mildred Bailey e Nat "King" Cole.
A sua grande alteração surgiu quando substituiu Perry Como na "Freddy Carlone Band" em Cleveland (1937).  Mas o sucesso continuou a iludi-lo e passou os dez anos seguintes alternando entre cantar em pequenos clubes de jazz de ambas as costas e uma série de trabalhos incluindo o de segurança, instrutor de dança, vendedor de carros usados, agente, operário numa fábrica de roupa sintética e maquinista no plano de segurança. Foi enquanto trabalhava para o plano de segurança, durante a Segunda Guerra Mundial, que começou a escrever canções ("It Only Happens Once" foi escrito nesta época).  No mais baixo ponto da sua carreira, chegou a dormir num banco do Central Park.
Eu podia tomar de assalto quartos de hotel e dormir no chão. De facto In fact, eu era pessoalmente conhecido em 11 diferentes hotéis de Nova Iorque.  Eu ficava noYMCA e em qualquer um que me deixasse fazer um golpe.  Eventualmente gastava os meus últimos cêntimos, e a minha cama tornava-se num rude banco no Central Park.  Usava os meus quatro "pennies" para comprar quatro doces Baby Ruth e racionava-os, comendo um por dia.
Em 1943 mudou-se para a Califórnia onde cantou como fundo de vários filmes de Hollywood incluindo The Harvey Girls, e dublou a voz de cantor para um ator na comédia de Danny Kaye The Kid From Brooklyn. Foi na Los Angeles de 1944 que conheceu e fez amizade com o disc jockey Al Jarvis e com o compositor/pianista Carl Fischer que viria a ser o seu parceiro na escrita de canções, diretor musical e acompanhante ao piano até à sua morte em 1954.  A sua colaboração incluiu temas como "I'd Give My Life," "Baby, Just For Me," "What Could Be Sweeter?," "Forever More," e o símbolo do jazz "We'll Be Together Again."
Foi só em 1946, quando Hoagy Carmichael ouviu as suas canções no clube Billy Berg em Los Angeles que o sucesso finalmente chegou.  desempregado nesta época, Laine vagueava por vários clubes nocturnos de Los Angeles com esperança que os músicos das bandas o convidassem para cantar.  Sem saber que Carmichael estava na audiência, Laine cantou o tema de Carmichael "Rockin' Chair" quando Slim Gaillard o chamou para o palco para cantar.  Isto levou a um contrato com o recém estabelecido "Mercury Records".  Laine e Carmichael colaboraram mais tarde numa canção, "Put Yourself in My Place, Baby".

## That's My Desire
Mesmo depois de Carmichael tê-lo descoberto, Laine era considerado somente como um número de intervalo no clube Billy Berg.  O seu furo seguinte veio quando ele resolveu recuperar uma canção com quinze anos, de que poucas pessoas se lembravam em 1946: "That's My Desire."  Laine recolheu a canção da cantora June Hart meia dúzia de anos antes, quando cantou no "College Inn" de Cleveland.  Ele apresentou "Desire" como uma "nova" canção—pensando no seu novo repertório no "Berg" - mas a audiência confundiu-a com uma canção original. Ele acabou por cantar o tema cinco vezes naquela noite.  Depois disso, Frankie Laine tornou-se facilmente na atração principal no "Berg",e os executivos da indústria discográfica tomaram nota.
Laine em breve tinha clientes que iam em bloco ouvi-lo cantar "Desire".  Entre eles estava a artista da R&B, Hadda Brooks, conhecida pelo seu boogie woogie tocado ao piano. Ela ia ouvi-lo todas as noites, e eventualmente cantava a sua versão da canção, o que se tornou um grande êxito das tabelas de "Harlem". "Eu gostava da forma como ele o fazia" recorda Brooks, "ele cantava com a alma, ele cantava como sentia.
Pouco tempo depois gravou para a recém criada etiqueta "Mercury", e "That's My Desire" foi uma das canções incluídas na sua primeira gravação.  Rapidamente se tornou uma das músicas no topo da tabela da "R&B", onde Laine era inicialmente tido como negro; chegando ao número 4 da tabela. Embora tenha sido coberto por muitos outros artistas, incluindo Sammy Kaye que o levou ao número 2 do top, foi a versão de Laine que se tornou num padrão.
"Desire" tornou-se o primeiro disco de ouro de Frankie Laine, e estabeleceu-o como uma força no mundo da música.  Seguiu-se uma série de singles de sucesso, incluindo "Black and Blue", "Mam'selle", "Two Loves Have I", "Shine", "On the Sunny Side of the Street", "Monday Again," e muitos outros.

## Na Mercury
Frankie Laine era sinônimo de jazz nos finais da década de 1940 quando, acompanhado por Carl Fischer (com quem escreveu o grande êxito "We'll Be Together Again") e por alguns dos melhores homens do negócio do jazz, cantou êxitos como "By the River Sainte Marie", "Black and Blue", "Rockin' Chair", "West End Blues", "At the End of the Road", "Ain't That Just Like a Woman", "That Ain't Right", "Exactly Like You" e "Sleepy Ol' River" na etiqueta Mercury.
Mas Laine teve o seu maior sucesso depois da chegada à A&R do empresário Mitch Miller em 1948. Este reconheceu uma qualidade universal na voz de Laine  que ele começou a explorar através de uma sucessão de canções populares que chegaram ao topo das tabelas , frequentemente com um sabor folk ou western.
Laine e Miller tornaram-se numa formidável equipa de fabricar sucessos, com a sua primeira colaboração, "That Lucky Old Sun", a chegar ao número 1, três semanas depois do seu lançamento.  Era também o quinto disco de ouro de Laine. A canção desceu para a posição número dois devido à segunda colaboração de Laine e Miller, "Mule Train" que mostrou ser um êxito ainda maior, fazendo de Frankie Laine o primeiro artista a ter simultaneamente um temas nos números 1 e 2 das tabelas.  "Mule Train", com o seu som explosivo e eco, tem sido citada como a primeira canção a usar uma "textura auditiva" que "estabelece o padrão de virtualidade em toda a primeira década do rock" (Will Friedwald,Sinatra! The Song Is You, Da Capo Press, 1997).
Outros êxitos da dupla Laine/Miller na Mercury incluem  "Shine", "On the Sunny Side of the Street", "Mam'selle", "Two Loves Have I", "Dream a Little Dream of Me", "All of Me", "Georgia on My Mind", "Blue Turning Grey Over You", "The Stars and Stripes Forever", "Nevertheless", "The Cry of the Wild Goose", "Swamp Girl", "Wears a Satin Gown" e "Music, Maestro Please".
Ele era o meu tipo.  Ele era muito dramático no seu canto... e você deve lembrar-se que nessa época não havia vídeos  e por isso dependia-se na imagem que o disco criava na cabeça dos ouvintes. Era por isso que muitos artistas de qualidade não vendiam bem.  Por exemplo, Lena Horne.  Era uma artista fabulosa mas nunca vendeu muitos discos até ao seu último álbum.  Mas tinha sempre casa cheia, onde quer que estivesse.  E havia outros que vendiam muitos discos mas não conseguiam apoio nas aparições ao vivo, mas Frankie tinha ambos. -- Mitch Miller
Mas a maior etiqueta de todas era a Columbia Records, e em 1950 Mitch Miller deixou a  "Mercury" para embarcar na sua carreira de sucesso fenomenal como o homem da A&R, ali.  O contrato de Laine na Mercury seria renovado nos anos seguintes, e Miller em breve levou Laine para a Columbia também. O contrato de Laine com a Columbia foi o mais lucrativo na indústria discográfica até a RCA ter firmado contrato com Elvis Presley cinco anos depois.

## Na Columbia
Laine começou a gravar para a Columbia Records em 1951, onde conseguiu imediatamente um êxito com os dois lados do single "Jezebel"/"Rose, Rose, I Love You", confirmando a sua reputação de primeiro fazedor de sucessos do início da década de 1950.  Outros sucessos de  Laine deste período são "High Noon", "Jealousy (Jalousie)", "The Girl in the Woods", "When You're in Love", "Way Down Yonder in New Orleans" (com Jo Stafford), "Your Cheatin' Heart", "Granada", "Hey Joe!", "The Kid's Last Fight", "Cool Water", "Someday", "A Woman in Love", "Love is a Golden Ring" (com The Easy Riders), e "Moonlight Gambler".
Um duetista consumado, também conseguiu êxitos com Patti Page ("I Love You for That"), Doris Day ("Sugarbush"), Jo Stafford ("Hey, Good Lookin'", "Gambella [The Gambling Lady])", "Hambone", "Floatin' Down to Cotton Town", "Settin' the Woods on Fire", e muitos outros), Jimmy Boyd ("Tell Me a Story", "The Little Boy and the Old Man"), os Four Lads ("Rain, Rain, Rain") e Johnnie Ray ("Up Above My Head").
Frankie conseguiu um total de 39 hits nas tabelas enquanto esteve na Columbia, e existem mais canções suas deste período para além daquelas mais associadas a ele. O seu principal álbum, lançado em 1957, tem sido um permanente "best seller" que nunca deixou de ser reeditado.
Em 1953 ele conseguiu mais dois feitos (desta vez nas tabelas do Reino Unido): semanas no número 1 para uma canção ("I Believe," que se manteve no número um por 18 semanas), e semanas para um artista no primeiro lugar no mesmo ano (27 semanas: um pouco mais de metade do ano, quando "Hey Joe!" e "Answer Me" se tornaram igualmente número um). Ao contrário da popularidade de artistas de rock'n'roll como Elvis Presley e os Beatles, mais de cinquenta anos depois, ambos os discos de Laine ainda se mantêm.
Laine com a sua parceira de dueto mais frequente, Jo Stafford, sempre gozou de popularidade no Reino Unido, Ele marcou presença no "London Palladium" em 1952 e fez uma apresentação para a rainha Isabel II em 1954. No final da década, ele ficava muito à frente de Elvis Presley como o artista de maior sucesso nos tops britânicos. Veja-se o "Chart of All Time" em detalhe. "I Believe" é listado como a segunda melhor canção de todos os tempos nas tabelas britânicas.
Nos finais dos anos 1950 e no início dos anos 1960, ele lançou alguns álbuns temáticos, incluindo "Rockin'" (com Paul Weston's Orchestra), "Jazz Spectacular" (com o grande trompetista de jazz, Buck Clayton), Frankie Laine e os Four Lads (um  álbum de gospel), "Reunion In Rhythm" (com Michel Legrand), "Balladeer" (canções folk), "Torchin'" (canções Torch), "Hell Bent For Leather" (canções western), "Call Of The Wild" (canções outdoor), "Wanderlust" (o último com a John "Williams' Orchestra"), etc.
É durante este período que muitos dos fãs de Laine consideram que a sua voz chegou ao auge. "De Glory Road," do seu álbum "Wanderlust" de 1963 foi um dos preferidos de Laine. Outros grandes álbuns saídos da Columbia são: "You Are My Love", "Because", "I Would Do Most Anything for You", "Blue Moon", "Lover Come Back to Me", "Rocks and Gravel", "On a Monday", "And Doesn't She Roll", "Riders in the Sky", "Serenade", "Bowie Knife", "Wanted Man", "La Paloma", "Midnight on a Rainy Monday", "These Foolish Things", "I Got it Bad", "On the Road to Mandalay" e "Stars Fell on Alabama."
"Frankie Laine era alguém que toda a gente conhecia. Era uma espécie de "membro da família" como Frank Sinatra, Bobby Darin, Peggy Lee ou Ella Fitzgerald – Frankie Laine foi um dos maiores cantores populares daquela época. ... e o seu estilo... ele era um daqueles artistas que tinha uma marca única—ninguém soava como ele o fez. E claro que isso define o sucesso popular de um artista, pelo menos nessa época. Essas pessoas eram todas únicas Frank estava na vanguarda dessa gente no seu apelo ao público no seu sucesso, e certamente na sua identificabilidade." – John Williams.

## Ativismo social
Enquanto abria as portas para muitos cantores de R&B, Laine desenvolveu um papel significativo em vários movimentos pelos direitos civis das décadas de 1950 e 1960. Quando o programa televisivo de  Nat King Cole era incapaz de conseguir um patrocinador, Laine atravessou a barreira da cor, tornando-se no primeiro artista branco a aparecer como convidado (sendo o seu salário habitual de 10.000 dólares, do qual o programa de Cole só pagou uma parte). Muitos outros cantores brancos de topo o seguiram, incluindo Tony Bennett e Rosemary Clooney, mas mesmo assim o programa de Cole não conseguiu patrocinadores para continuar.
Na década seguinte, Frankie Laine juntou-se a vários artistas afro-americanos para darem um concerto gratuito para os apoiantes de Martin Luther King durante a sua marcha de Selma para Montgomery em Washington DC.
Laine também era ativo em muitas iniciativas de caridade, incluindo "Meals on Wheels" e o Exército da Salvação. Entre os seus trabalhos de caridade contava-se uma série de concertos de beneficência  e organizou   uma marcha nacional para providenciar "Shoes for the Homeless" (sapatos para os sem-abrigo). Ele doou uma grande parte do seu tempo e talento para muitas obras de caridade e de proteção aos sem-abrigo de San Diego, tal como para o "Salvation Army" (Exército da Salvação) e para a "St. Vincent de Paul Village". Era também um membro emérito da comissão de diretores da "Mercy Hospital Foundation".
Frankie Laine, que tinha um grande apreço pelos músico afro-americanos, foi tão longe que chegou a gravar pelo menos duas canções negras, quanto ao assunto que tratavam, "Shine" e "Black and Blue" de Fats Waller .

## Cinema e televisão
A partir dos finais da década de 1940, Frankie Laine estrelou mais de meia dúzia de musicais, atuando frequentemente como ele próprio; vários desses musicais foram escritos e realizados pelo jovem Blake Edwards. Os filmes foram: "Make Believe Ballroom" - Columbia, 1949; "When You’re Smiling" - Columbia, 1950; "Sunny Side Of The Street" - Columbia, 1951; "Rainbow 'Round My Shoulder" - Columbia, 1952; "Bring Your Smile Along" - Columbia, 1955; "He Laughed Last" - Columbia, 1956; e "Meet Me In Las Vegas" - MGM, 1956. O último era um musical de grande orçamento da MGM, com Cyd Charisse e Laine apresentando "Hell Hath No Fury", e dando-nos um vislumbre do que eram as atuações nos clubes noturnos da Las Vegas de 1950.
O seu filme foi muito popular no Reino Unido, mas falhou no objetivo de estabelecê-lo como uma estrela de cinema nos Estados Unidos. Paralelamente, Laine ganhou mais popularidade no novo meio, que era a televisão.
Em televisão apresentou três programas de variedades: "The Frankie Laine Hour" em 1950, "The Frankie Laine Show"(com Connie Haines) em 1954-1955, e "Frankie Laine Time" em 1955-1956. O último era uma substituição de Verão de "The Arthur Godfrey Show" e apresentou convidados da estatura de Ella Fitzgerald, Johnnie Ray, Georgia Gibbs, The Four Lads, Cab Calloway, Patti Page, Eddie Heywood, Duke Ellington, Boris Karloff, Patti Andrews, Joni James, Shirley MacLaine, Gene Krupa, Teresa Brewer, Jack Teagarden e Polly Bergen.
"Você sabe, ele tinha um som diferente e muita emoção no coração. E claro, Frankie reconhece-se, tal como Sinatra, tinha aquele som que você reconheceria sempre. É o que faz os discos de topo, tal como ser um grande cantor. Mas você tem que ter um som especial que nunca mude. Ele podia fazer tudo isso... mas novamente, você sabia sempre que era Frankie Laine." – Connie Haines
Era um convidado frequente em muitos outros programas desse tempo, incluindo "Shower of Stars", "The Steve Allen Show", "The Toast of the Town", "What's My Line?", "This is Your Life", "Bachelor Father", "The Sinatra Show", "The Walter Winchell Show", "The Perry Como Show", "The Gary Moore Show", "Masquerade Party", "The Mike Douglas Show", e "American Bandstand".
Na década de 1960, continuou a aparecer em programas de variedades como "Laugh-In", e teve várias vezes o papel de convidado em programas como "Rawhide", "Burke's Law", and "Perry Mason". O seu tema para "Rawhide" tornou-se popular e ajudou a fazer o espectáculo, com o protagonismo de um jovem e desconhecido ator chamado Clint Eastwood. Outras séries de televisão para as quais Laine cantou incluem "Gunslinger", e "Rango". Em 1976, Frankie gravou a canção dos Beatles, “Maxwell's Silver Hammer” para o cauteloso documentário "All This and World War II".
Frankie Laine atuou em três cerimônias da "Academy Awards": 1950 ("Mule Train"), 1960 ("The Hanging Tree"), e 1975 ("Blazing Saddles"). Só as duas últimas foram transmitidas pela televisão. Em 1981 apresentou um medley com os seus sucessos no "American Bandstand's 30th Anniversary Special," onde recebeu uma ovação de pé por parte das muitas celebridades presentes. As suas últimas aparições foram "Nashville Now," (1989) e "My Music," (2006).

## No Capitol, ABC e mais além
Em 1963 Frankie Laine trocou a Columbia pela Capitol Records, mas nos dois anos que lá permaneceu só produziu dois álbuns e uma mão cheia de singles (a maioria de inspiração natural).  Continuou a atuar com regularidade, incluindo uma tournée na África do Sul.
Depois da ir para a ABC Records no fim da década de 1960, encontrou de novo o caminho para os tops, a começar pela primeira canção que gravou ali, "I'll Take Care of Your Cares".  Escrito como uma valsa em meados da década de 1920, "Cares" tornou-se no tema oficioso das "call girls" de Las Vegas mas era virtualmente desconhecido fora do mundo do strip. Laine gravou uma versão balanceada que chegou ao número 39 na tabela nacional e ao número 2 da tabela adulta contemporânea. Seguiu-se uma sequência de sucessos incluindo "Making Memories", "You Wanted Someone to Play With", "Laura, What's He Got that I Ain't Got", "To Each His Own" "Born to be with You", "I Found You", e "Lord, You Gave Me A Mountain" (que foi escrita para ele pela lenda do country Marty Robbins. A última chegou ao número 1 da tabela adulta contemporâneas (número 24 na nacional), e provou que Laine era o maior fazedor de sucessos de sempre.
Procurando a liberdade de grandes artistas, Laine deixou a "ABC" pela muito menor Amos Records, onde fez dois álbuns com uma moderna influência rock. O primeiro álbum continha versões contemporâneas de grandes êxitos, tais como "Your Cheatin' Heart", "That Lucky Old Sun", "I Believe", "Jezebel", "Shine", e "Moonlight Gambler".  Os novos arranjos surpreenderam favoravelmente e muitos deles ficaram muito à frente dos originais.  O seu segundo álbum para a "Amos" chamou-se "A Brand New Day" e, juntamente com a canção título, caracterizou o novo material incluindo "Mr. Bojangles", "Proud Mary", "Put Your Hand in the Hand", "My God and I", e "Talk About the Good Times".  Este era um dos favoritos de Frankie Laine.  Infelizmente para Laine, "Amos", que em breve ficaria com falta de fundos, não podia promovê-lo adequadamente nessa época. De qualquer forma ele ainda ficou disponível para o relançamento do CD.  Depois da Amos falir, Laine criou a sua própria etiqueta, a Score Records, que ainda produz álbuns atualmente.

## Últimos anos
A sua carreira abrandou um pouco na década de 1980 devido ao triplo e quádruplo "by-pass". Todavia continuou a fazer álbuns, incluindo Wheels Of A Dream (1998), Old Man Jazz (2002) e The Nashville Connection (2004).
Em 1986, gravou o álbum, Round Up com Eric Kunzel e a Cincinnati Pops Orchestra, que o levou para as tabelas clássicas.  Laine estava satisfeito e divertido, tendo também lugar nas tabelas de country, rhythm and blues, e tops populares dessa época.
Gravou a sua última canção, "Taps/My Buddy", pouco depois do ato terrorista do 11 de Setembro.  A canção foi dedicada aos Bombeiros de Nova Iorque, e Laine estipulou que os lucros da canção seriam doados perpetuamente para os bombeiros da cidade.
A carreira de mais de 70 anos transpôs o século XX e continuou pelo século XXI.  Laine era uma figura-chave da era dourada da música popular. Em 12 de Junho de 1996, foi galardoado com o "Lifetime Achievement Award" na 27ª cerimônia de entrega de prêmios  do Songwriters’ Hall of Fame no Sheraton de Nova Iorque.  No seu 80º aniversário, o Congresso dos Estados Unidos declarou-o um tesouro nacional.

## Casamentos
O seu primeiro casamento foi com a atriz Nan Grey (Junho de  1950 a Julho de 1993) tendo Laine adotado as filhas de um casamento anterior de sua esposa, Pam e Jan. Depois de um noivado de três anos com Anita Craighead, casou com Marcia Ann Kline, em Junho de 1999.

## Última aparição
Em 2005 ele apareceu no serviço público de televisão (PBS), no programa My Music.  Laine morreu de parada cardíaca no dia 6 de fevereiro de 2007, em consequência de uma cirurgia no colo do fêmur, no Mercy Hospital de San Diego, não muito longe da sua casa de Point Loma.  Tinha 93 anos. Uma multidão memorável para o último cantor, que era um Católico Romano, foi organizada para segunda-feira, 12 de Fevereiro, na igreja paroquial da Immaculata no campus da Universidade de San Diego.

## Discografia

### Principais LPs
- 1949 Frankie Laine
- 1950 Frankie Laine (segunda versão)

### Década de 1940
(1944)  That's Liberty, In The Wee Small Hours
(1945)  Baby Baby All The Time, Heartaches, I'm Confessin', Coquette, Melancholy Madeline (with Johnny Moore's Three Blazers), Maureen (with Johnny Moore's Three Blazers, Someday Sweetheart
(1946)  Ain’t That Just Like A Woman, Black And Blue, Blue Turning Grey Over You, By The River Sainte Marie, I Can't Believe That You're In Love With Me, I May Be Wrong, It Ain’t Gonne Be Like That, Moonlight In Vermont, Oh! Lady Be Good, On The Sunny Side Of The Street, Pickle In The Middle (Artie Auerbach vocal, Roses Of Picardy, September In The Rain, Sometimes I'm Happy, Sposin', Texas And Pacific, That’s My Desire, West End Blues, Wrap Your Troubles In Dreams, You Can Depend On Me, You've Changed
(1947)  Ah But It Happens, All Of Me, Baby Don't Be Mad At Me, But Beautiful, By The Light Of The Stars, Cherie I Love You, The Day Isn't Long Enough, Hold Me, I Haven't The Heart, Here Comes The Night (recording lost), Inspiration Point, It Only Happens Once, I've Only Myself To Blame, Kiss Me Again, Mam’selle, May I Never Love Again, Nevertheless, Old Fashioned Love, Our Dream, Put 'Em In A Box, Put Yourself In My Place Baby, Shine, Singing The Blues, Stay As Sweet As You Are, A Sunday Kind Of Love, Thanks For You, That Ain't Right, Till We Meet Again, Two Loves Have I, We’ll Be Together Again, When You're Smiling, Who Cares What People Say, With All My Heart, Yes My Dear
(1948)  Come Love With Me, Don't Have To Tell Nobody, I Wish You Were Jealous Of Me, I'm Looking Over A Four-Leaf Clover, Monday Again, Rosetta, Tara Talara Tala, What Could Be Sweeter?, You're All I Want For Christmas
(1949)  At The End Of The Road, Baby I Need You, Baby Just For Me, Bebop Spoken Here, Carry Me Back To Old Virginney, Don't Cry Little Children, Don't Do Something to Someone Else, Exactly Like You, Georgia On My Mind, Give Me A Kiss For Tomorrow, God Bless The Child, I Get Sentimental Over Nothing, Mule Train, My One My Only My All, Now That I Need You, Rockin’ Chair, Satan Wears A Satin Gown, Swamp Girl, Sweet Talk, That Lucky Old Sun, You're Just The Kind, You're Wonderful

### Década de 1950
(1950  Black Lace, The Cry Of The Wild Goose, The Day Isn't Long Enough, Dear Dear Dear, Dream A Little Dream Of Me, I Love You For That (with Patti Page), I Was Dancing With Someone, If I Were A Bell, If I Were You Baby (with Patti Page), I'm Gonna Live Till I Die, I'm In The Mood For Love, The Jalopy Song, A Man Gets Awfully Lonesome, May The Good Lord Bless And Keep You, Merry Christmas Everywhere, Music Maestro Please, Sleepy Ol' River, Stars And Stripes Forever, Thanks For Your Kisses, What Am I Gonna Do This Christmas?
(1951)  Ain't Misbehavin', Flamenco, Gambella (The Gamblin' Lady) (with Jo Stafford), The Gang That Sang Heart Of My Heart, Get Happy, The Girl In The Wood, Hey Good Lookin' (with Jo Stafford), I Would Do Most Anything For You, In The Cool Cool Cool Of The Evening, The Isle Of Capri, Jealousy (Jalousie), Jezebel, Love Is Such A Cheat, Metro Polka, Necessary Evil, One For My Baby, Pretty-Eyed Baby (with Jo Stafford), Rose Rose I Love You, She Reminds Me Of You, Song Of The Islands, South Of The Border, That's Good! That's Bad! (with Jo Stafford), That's How Rhythm Was Born, That's The One For Me (with Jo Stafford), To Be Worthty Of You, Tomorrow Mountain, What Could Be Sweeter?, When It’s Sleepy Time Down South, Wonderful Wasn't It?, Yes My Dear, You Left Me Out In The Rain
(1952)  Chow Willy (with Jo Stafford), Christmas Roses (with Jo Stafford), The Gandy Dancer's Ball, Hambone (with Jo Stafford), High Noon (Do Not Forsake Me), How Lovely Cooks The Meat (with Doris Day), I'd Give My Life, I'm Just A Poor Bachelor, Let's Have A Party (with Jo Stafford), The Mermaid, My Ohio Home, Piece A-Puddin' (with Jo Stafford), Ramblin' Man, The Rock Of Gibraltar, The Ruby And The Pearl, Settin' The Woods On Fire (with Jo Stafford), She's Funny That Way, Snow In Lovers Lane, Sugarbush (with Doris Day), Swan Song, Snow In Lovers Lane, That's How It Goes, There's A Rainbow 'Round My Shoulder, Tonight You Belong To Me, When You're In Love
(1953)  Ace In The Hole, After You've Gone (vocal duet with Carl Fischer), Answer Me My Love, Answer Me O' Lord, Basin Street Blues (with Jo Stafford), Blowing Wild (The Ballad Of Black Gold), A Bushel And A Peck (with Jo Stafford), Do You Know What It Means To Miss New Orleans, Drill Ye Tarriers, Floatin' Down To Cotton Town (with Jo Stafford), Goin' Like Wildfire (with Jo Stafford), Granada, Hey Joe!, A Hundred Years From Today, I Believe, I Let Her Go, Judy, The Kid's Last Fight, Laughing At Life, Let's Go Fishin' (with Jimmy Boyd), The Little Boy And The Old Man (with Jimmy Boyd), Long Distance Love, Lorelei, The Lord Don't Treat His Chillun That Way, Lullaby In Rhythm, New Orleans, Old Shoes, Poor Little Piggy Bank (with Jimmy Boyd), Rollin' Down The Line (with Jo Stafford), Sittin' In The Sun (Countin' My Money), Some Day, Some Day Sweetheart, Te Amo, Tell Me A Story (with Jimmy Boyd), There Must Be A Reason, Way Down Yonder In New Orleans (with Jo Stafford), Where The Winds Blow, Willow Weep For Me, Your Cheatin' Heart
(1954)  Ain't It A Pity And A Shame (with The Four Lads), Back Where I Belong (with Jo Stafford), God's Gonna Take The Saints To Heaven (with The Four Lads), High Society (with Jo Stafford), I Can't Give You Anything But Love, I Feel Like My Time Ain't Long (with The Four Lads), I'd Give My Life, In The Beginning, Juba-Juba-Jubalee (with The Four Lads), Keepin' Out Of Mischief Now, Let Me Be Ready Lord (with The Four Lads), My Friend, Out Of Nowhere, Rain Rain Rain (with The Four Lads), Wa-Hoo! (with The Four Lads), What Would I Do? (with The Four Lads), You Are Too Beautiful, Your Heart - My Heart
(1955)  Baby Baby All The Time (with Buck Clayton), Bring Your Smile Along, Bubbles, Champion The Wonder Horse, Cool Water, Didn't He Moan (with The Four Lads), Hawk-Eye, Hummingbird, I Heard The Angels Singing (with The Four Lads), If Spring Never Comes, If You Were Mine (with Buck Clayton), Make Me A Child Again, Mama Mia, Moby Dick, Mona Lisa, My Little One, Never Come Sunday, Remember Me (with The Four Lads), Robin Hood, Roses Of Picardy (with Buck Clayton), Sixteen Tons, Sposin' (with Buck Clayton), Stars Fell On Alabama (with Buck Clayton), Strange Lady In Town, Taking A Chance On Love (with Buck Clayton), The Tarrier Song, That Old Feeling (with Buck Clayton), The Thief, Tick Ticky Tick (I'M Gonna Tell On You), Until The Real Thing Comes Along (with Buck Clayton), Walking The Night Away, Where Can I Go (with The Four Lads), A Woman In Love, You Can Depend On Me (with Buck Clayton), Your Love
(1956)  A Capital Ship, Don't Cry, Good Evening Friends (with Johnnie Ray), Hell Hath No Fury, Lonely Man, Lotus Land, Love Is A Golden Ring (with The Easy Riders), Make Me A Child Again, Moonlight Gambler, The Most Happy Fella, On The Road To Mandalay, Only If We Love, There's Not A Moment To Spare, Up Above My Head (I Hear Music In The Air) (with Johnnie Ray), Without Him
(1957)  Addormentarmi Cosi (with Michel Legrand), All Of These And More, Annabel Lee, Autumn Leaves (with Michel Legrand), Besame Mucho (with Michel Legrand), (What Did I Do To Be So) Black And Blue, Blue Turning Grey Over You, By The River Sainte Marie, East Is East, Give Me A Kiss For Tomorrow, The Greater Sin, Gunfight At OK Corral, Jezebel, La Paloma (with Michel Legrand), Laura (with Michel Legrand), The Lonesome Road, Mam'selle (with Michel Legrand), My Gal And A Prayer, Nao Tem Solucao (with Michel Legrand), On The Sunny Side Of The Street, Quiereme Mucho (Yours) (with Michel Legrand), Rockin' Chair, Shine, Si Tu Partais (with Michel Legrand), That Ain't Right, That Lucky Old Sun, That's My Desire, The 3:10 To Yuma, Too Young (with Michel Legrand), Torna A Sorrento (with Michel Legrand), Uh-Huh Oh Yeah, We'll Be Together Again, West End Blues, You Know How It Is
(1958)   Baby Just For Me (with Michel Legrand), Because, Blue Moon (with Michel Legrand), Body And Soul, Choombala Bey, A Cottage For Sale, Dream A Little Dream Of Me (with Michel Legrand), El Diablo, Forever More, Here Lies Love, I Cover The Waterfront, I Forget The Time (with Michel Legrand), I Get Along Without You Very Well, I Got It Bad (And That Ain't Good), I Have To Cry, I Married An Angel, I Would Do Anything For You (with Michel Legrand), I'll Get By, I'm Confessin' (That I Love You) (with Michel Legrand), In My Wildest Dreams, It Only Happens Once, It's The Talk Of The Town, Journey's End, A Kiss Can Change The World, The Love Of Loves (with Michel Legrand), Lover Come Back To Me (with Michel Legrand), Lovin' Up A Storm, Magnificent Obsession, Marie (with Michel Legrand), Midnight On A Rainy Monday, Mona Lisa (with Michel Legrand), My Kind Of Woman, My Little Love, Rawhide, Second Honeymoon, September In The Rain (with Michel Legrand), Side By Side, That's My Desire, These Foolish Things (Remind Me Of You), To My Wife, Too Marvelous For Words (with Michel Legrand), Torchin', The Touch Of Your Lips, Try A Little Tenderness, The Valley Of A Hundred Hills, We Just Couldn't Say Goodbye, When I Speak Your Name, You Are My Love, You're Just The Kind (with Michel Legrand), You've Changed
(1959)  And Doesn’t She Roll, Careless Love, Cherry Red, Jelly Coal Man, Kisses That Shake The World, Lucy D, New Orleans, Old Blue, Old Virginny, On A Monday, Rockin' Mother, Rocks And Gravel, Sixteen Tons, Stack Of Blues

### Década de 1960
(1960)  Along The Navajo Trail, Bowie Knife, City Boy, Cool Water, Cry Of The Wild Goose, Et Voila, God Bless This House, Gunfight At The O.K. Corral, The Hanging Tree, Here She Comes Now, High Noon, Mule Train, Rawhide, Sampson, Seven Women, St. James Infirmary, The 3:10 To Yuma, Wanted Man, You're All I Want For Christmas
(1961)  Ace In The Hole, Camptown Races, Cow-Cow Boogie, Dead Man’s Hand, Deuces Wild, Gamblin’ Woman, Get Rich Quick, The Green Leaves Of Summer, Gunslinger, The Hard Way, Horses And Women, Luck Be A Lady, The Man Who Broke The Bank At Monte Carlo, Miss Satan, Moonlight Gambler, Ride Through The Night, The Roving Gambler, Wheel Of Fortune
(1962) Beyond The Blue Horizon, Call Of The Wild, If I Love Again, The Girl In The Wood, De Glory Road, The High Road, I Let Her Go, I'm Gonna Live 'Til I Die, Live Along With Me (Get With It), Love Is Where You Find It, Misirlou, The Moment Of Truth, The New Frontier, North To Alaska, On The Road To Mandalay, On The Trail, Riders In The Sky, Rolling Stone, Serenade, Song Of The Open Road, Swamp Girl, Tumbling Tumbleweeds, Wagon Wheels, The Wayfaring Stranger, A Wedded Man, We'll Be Together Again, What Kind Of Fool Am I?
(1963) Die Welt War Niemals So Schon, Don’t Make Me Baby Blue, Hey There Mountain (unissued/lost), Ich Lass Dich Gehn, I'm Gonna Be Strong, No La Hagas Sufrir, No Sabras Mi Dolor, Non Farla Piangere, Prairie Belle, Saro Forte, Take Her, Up Among The Stars
(1964)  Che Me Ne Importa...A Me, For Your Love I'd Wait A Lifetime, A Girl, Go On With Your Dancing, Halfway, House Of Laughter, Lonely Days Of Winter,  Tangolita
(1965)  Answer Me, Come Sunday, He, The Green Leaves Of Summer, Heartaches Can Be Fun, He'll Guide My Way, I Believe, May The Good Lord Bless And Keep You, My Friend, O Bless This House, Seven Days Of Love, The Sound Of Silence, Teach Me To Pray, Two Loves Have I
(1966)  Johnny Willow, The Meaning Of It All, Pray And He Will Answer You, What Do You Know
(1967)  Ev'ry Street's A Boulevard, Give Me Your Kisses I'll Give You My Heart, The Gypsy, Heartless One, I Heard You Cry Last Night, I Wish You Were Jealous Of Me, If I Didn't Care, I'll Take Care Of Your Cares, I'm Free, Laura (What's He Got That I Ain't Got), Making Memories, Maybe, The Moment Of Truth, The Real Meaning Of Love, Sometimes I Just Can't Stand You, Somewhere There's Someone, There's Not A Moment To Spare, What Do You Do With An Old Song, You - No One But You, You Taught Me How To Love You Now Teach Me To Forget, You Wanted Someone To Play With, You're Breaking My Heart
(1968)  By The Time I Get To Phoenix, Cold Cold Heart, Forsaking All Others, Gentle On My Mind, The Green Green Grass Of Home, Halfway, Honey, I Don't Want To Set The World On Fire, I Found You, I Need You, I Wish I Had Someone Like You, I'm Happy To Hear You're Sorry, It Didn't Mean A Thing To Me, I've Got A Right To Cry, Laughing On The Outside Crying On The Inside, Little Green Apples, Please Forgive Me, Pretty Little Princess, Silver Kisses And Golden Love, Take Me Back, To Each His Own, The Wayward Wind, What A Wonderful World, Where Does Love Go, You Always Hurt The One You Love
(1969)  Allegra, Born To Be With You, Dammit Isn't God's Last Name, Don't Make Promises, Fresh Out Of Tears, A Place In The Shade, The Secret Of Happiness, Sing An Italian Song, The Story Of My Life, Walk On Out Of My Life, You Gave Me A Mountain

### Década de 1970
(1970)  Rockin' remakes of:  Don't Make My Baby Blue, I Believe, Jealousy, Jezebel, Moonlight Gambler, On The Sunny Side Of The Street, Shine, That Lucky Old Sun, That's My Desire, Your Cheatin' Heart
(1971)  A Brand New Day, Don't Blame The Child, California Bloodlines, Going To Newport, Mr. Bojangles, My God And I, Po' Folks, Proud Mary, Put Your Hand In The Hand, Talk About The Good Times
(1972)  Can You Hear Me Lord, My Own True Love, Time To Ride
(1974)  Blazing Saddles
(1976)  Maxwell's Silver Hammer, Talk To Me About The Hard Times
(1977)  Cool Water, The Cry Of The Wild Goose, Georgia On My Mind, High Noon, I Believe, Jealousy, Jezebel, The Kid's Last Fight, Memories In Gold, Moonlight Gambler, Mule Train, On The Sunny Side Of The Street, Rawhide, Shine, That Lucky Old Sun, That's My Desire, We'll Be Together Again, A Woman In Love, You Gave Me A Mountain, Your Cheatin' Heart
(1978)  End Of Session Blues, Evergreen, Forgetting Someone, I Don't Feel Like Singing Anymore, If I Never Sing Another Song, It's Gonna Happen, Hey! Hey! Jesus, Life Is Beautiful, The Only Thing That Matters, Nan, Nobody But You, Send In The Clowns, Sunday Morning Coming Down

### Década de 1980
(1982)  Answer Me, Cool Water, Cry Of The Wild Goose, Don't Fence Me In, Granada, High Noon, Hummingbird, I Believe, Jealousy, Jezebel, Moonlight Gambler, Mule Train, Rain Rain Rain, Rawhide, Rose Rose I Love You, Sixteen Tons, Strange Lady In Town, There Must Be A Reason, Wheel Of Fortune, A Woman In Love
(1984)  Love Rustler, Take Me Back To L.A., Texas, We'll Be Together Again
(1985)  The Girl I Love, How Do You Keep The Music Playing?, Fever, The Lady Digs Jazz, Makin' Whoopee, San Diego Lovely Lady By The Sea, Solitude, Strike Up The Band For San Diego, This Can't Be Love/Them There Eyes, Time You Old Gypsy Man, What Am I Here For?
(1986)  Another Somebody Done Somebody Wrong Song, The Green Green Grass Of Home, I Believe In You, Jambalaya, Let Me Learn To Dream Of You, Old Dogs Children And Watermelon Wine, One More Time, Over, She Never Could Dance, When Will I Be Loved
(1987)  Gunfight At The O.K. Corral (with Erich Kunzel and The Cincinnati Pops Orchestra), High Noon (with Erich Kunzel and The Cincinnati Pops Orhestra), Old Boston, Old Chicago, Old St. Louis, Merry Christmas Without You, Rawhide (with Erich Kunzel and The Cincinnati Pops Orchestra)
(1988)  Better To Have Loved, Butterfly, Fallen Angel, Fever, Fly Away, I'd Do It Over Again, Just A Dreamer, Rose Ellen, Still There's You

### Década de 1990
(1991)  Don't Cry Cry Baby, Old Enough To Be Your Father
(1998)  Back In The Game, The Best Of Each Other, Come Back To Me, A Day At A Time, The Good Old Days, Giving Back, How Sweet It Is, I Like To Travel, It Ain't Over 'Til It's Over, Moonglow, Nature Boy, Scarlet Ribbons, Song Of India, Soon I'll Be Following You, Taking Care Of My Soul, That's All, That's How I'd Like To Be Remembered, They Call The Wind Maria, This Time The Dream's On Me, How Do You Keep The Music Playing, Until Now, Wheels Of A Dream, You'll Never Find Another Love Like Mine, Young At Heart

### Década de 2000
(2001) The Story of Taps, Taps/My Buddy
(2002)  After Me, The Best Of Love, Dandelion Wine, From Time To Time, The Greatest Thing That Almost Happened, Heavy Breathing, Here's To The Losers, I Don't Remember, Keep Goin' Back To Joe's, More Love, Old Man Jazz, Too Late Smart, Too Soon Old Too Late Smart, When Joanna Loved Me, When Sunny Gets Blue
(2004) Contagious, Contagious (versão ao vivo), Every Time She Cries, Father Time, A Heart Lies Still, I Go Flyin', If I Could See Into Your Heart, I'll Be Thinking Of You, Jake, Pity The One, She Never Could Dance, Shelter From The Storm, Stars In The Bars

## Letras de canções da autoria de Laine
It Ain’t Gonna Be Like That (com Mel Torme), It Only Happens Once (música e letra de Laine), Put Yourself In My Place (com Hoagy Carmichael), We’ll Be Together Again (com Carl Fischer), Our Dream (letra e música), I Haven’t The Heart (com Matt Dennis), I’d Give My Life (com Carl Fischer), What Could Be Sweeter? (com Carl Fischer), Baby, Just For Me (com Carl Fischer), Satan Wears A Satin Gown (com Jacques Wilson e Fred Katz), Don’t Cry Little Children (com Norman Wallace), When You’re In Love (com Carl Fischer), Only If We Love (com Al Lerner), Torchin ( com Al Lerner), The Love Of The Roses (com Carl Fischer), Magnificent Obsession (com Fred Karger), Forever More (com Carl Fischer), You Are My Love (com Carl Fischer), My Little Love (com Carl Eugster), And Doesn’t She Roll (com Jack Wilson e Fred Katz), God Bless This House (com Jack Wilson and Fred Katz), Deuces Wild (com Mike Oatman e Ray Barr), Cow-Cow Boogie (com Don Raye, Gene DePaul e Benny Carter), The High Road (com Margaret Bristol e Leo Kempinski), The Moment of Truth (with Nell Western and Fred Katz), What Am I Here For? (com Duke Ellington), Allegra (com Matt Dennis), Forevermore, End Of Session Blues e Nan.

## Filmografia
Como ator
- "Make Believe Ballroom" - Columbia, 1949.
- "When You’re Smiling" - Columbia, 1950.
- "Sunny Side Of The Street" - Columbia, 1951.
- "Rainbow 'Round My Shoulder" - Columbia, 1952.
- "Bring Your Smile Along" - Columbia, 1955.
- "He Laughed Last" - Columbia, 1956.
- "Meet Me In Las Vegas" - MGM, 1956.

Como cantor da canção título
- "Blowing Wild" - Warner, 1953.
- "Man Without A Star" - Universal, 1955.
- "Strange Lady In Town" - Warner, 1955.
- "Gunfight At The OK Corral" - Paramount, 1957.
- "The 3:10 To Yuma" - Columbia, 1957.
- "Bullwhip" - Republic, 1958.
- "Blazing Saddles" - Warner/Crossbow, 1974.

Incluído na banda sonora
- "The Last Picture Show" - canta "Rose, Rose, I Love You," Columbia, 1971.
- "All This and WWII" - canta "Maxwell's Silver Hammer," Deluxe, 1976.
- "House Calls" - canta "On the Sunny Side of the Street," Universal, 1978.
- "Lemon Popsicle" - canta "My Little One," 1978.
- "Going Steady" - canta "My Little One," 1980.
- "Raging Bull" - canta "That's My Desire," United Artists, 1980.
- "Whore" - canta "The Love of Loves," 1991.
- "Chopper" - canta "Don't Fence Me In," 2000.